# Gabriello Chiabrera

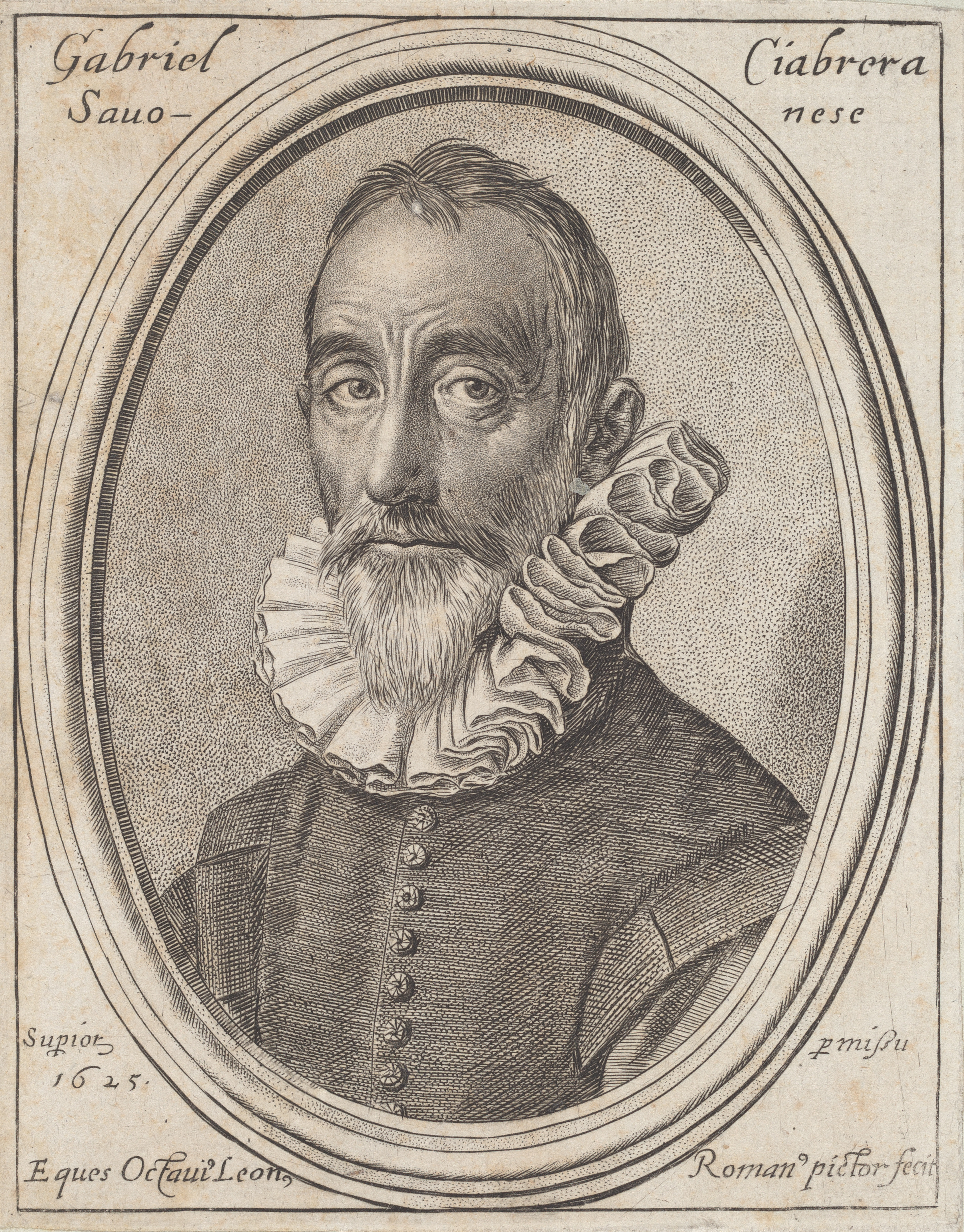
Gabriello Chiabrera.

Gabriello Chiabrera, född 18 juni 1552 Savona, död 14 oktober 1638 Savona, var en italiensk poet.
Chiabrera var sin tids främste lyriker på italienskt språk, men ganska obetydlig som epiker och dramatiker. Chiabrera var en ivrig beundrare av antikens lyrik och införde den i nya former, som upptogs av den samtida italienska lyriken. Hans lyriska dikter, Rime, har utgetts i en mängd upplagor (3 band 1718, 4 band 1730–31), och hans Opere har även de utgivits i en mängd upplagor (6 band 1768).